# Jesús Prieto de la Fuente
Paulino Jesús Prieto de la Fuente (San Martín de Torres, 8 de noviembre de 1947) es un político español, alcalde de Getafe entre 1979 y 1983.

## Biografía
Prieto de la Fuente nació en San Martín de Torres, en la provincia de León, y años después emigró a Madrid. Es licenciado en Filosofía por la Universidad Complutense, y en los años 1970 estuvo trabajando como periodista para diversas publicaciones, entre ellas Cuadernos para el Diálogo y El Socialista.
Desde joven militó en organizaciones clandestinas de oposición al franquismo, la mayoría de ellas vinculadas al socialismo. Era miembro de la Unión General de Trabajadores (UGT), llegando a ser el secretario de organización y el secretario general de Madrid hasta 1979. Además fue secretario de prensa de la Federación Socialista Madrileña entre 1973 y 1976.
Cuando se celebraron las elecciones municipales de 1979, el Partido Socialista de Madrid presentó a Prieto de la Fuente como su candidato para el ayuntamiento de Getafe. El PSOE obtuvo la victoria con el 35,18% de los votos, empatado a diez concejales con el Partido Comunista, a quienes había superado por tan solo 127 votos. A pesar de ello, PSOE y PCE pactaron un gobierno de coalición en el que Prieto de la Fuente asumiría como alcalde hasta 1983.
Al igual que otras localidades madrileñas, Getafe había experimentado en los años 1970 un rápido crecimiento de la población. Además de gestionar el desarrollo de los nuevos barrios ya planificados —San Isidro, El Bercial, Juan de la Cierva y Las Margaritas—, los objetivos del alcalde pasaron por dotar a Getafe de infraestructuras y servicios básicos que redujeran su dependencia de Madrid.
Prieto de la Fuente dimitió el 7 de febrero de 1983, tres meses antes de que se celebraran las elecciones municipales, y fue reemplazado por el entonces teniente de alcalde, Pedro Castro Vázquez. Tras dejar el cargo asumió la presidencia de la empresa estatal Mercasa (1983-1991) y luego dirigió el grupo Elosúa hasta 1992. Además ha sido consejero en varias sociedades.
El 26 de octubre de 2006 el ayuntamiento de Getafe le nombró «hijo adoptivo» de la ciudad. La ciudad también le ha dedicado la calle «Alcalde Jesús Prieto» en el barrio de El Bercial.